# フォーメイト
株式会社フォーメイト（英文名称:Fourmate Co.,Ltd.）は、金融業。かつては、フルキャストホールディングスの関連会社であった。現在、破産手続きが進められている。

## 概要
フルキャストホールディングスの子会社で勤務する労働者向けの金銭貸出および提携企業との割引優待等を提供する部門を担当していたが、フルキャストHDが当社の役員へ株式を譲渡し、債権を別の企業に売却したため、フルキャストHDとの資本関係はなくなった。
当初は、フルキャストグループ各社に登録するキャスト向けの会員証である「フルキャストカード(当初は、フルキャストメンバーズカード)」（登録時期により、色はゴールド・オレンジなどがあり、カードの材質自体も磁気ストライプのついたプラスチックカードのときとAMCのテンポラリカードのような紙カードの場合とがある）が発行され、それを提示（あるいは事前申し込み）することで、提携している店舗・企業の施設の優待が受けられた。また、プラスチックカードが発行された場合は、登録支店への申し込みにより、サラ金カードとしても利用することが可能であった。なお、グループ社員やグループに登録するキャスト以外へのサラ金業務は行っていなかった。
2005年頃にはグループで銀行設立をもくろんでいた時期があったが頓挫し、金融関係は当社に集約された経緯がある。準備会社として設立された法人（株式会社フルキャストパートナーズ）も、個人向け事業では重複事業となっていた部分もあったことから、当社が吸収合併している。
フルキャストホールディングスの子会社向け福利厚生事業および金銭貸出業務は、2009年（平成21年）5月31日をもって完全に廃止され、以降は、従前からの利用分に関わるキャッシングの返済のみを受け付けていたが、フルキャストグループから離れたことで、最大の顧客を失ったことによる経営難と貸金業業界全体の急激な環境変化のあおりをまともに受けることになり、2010年（平成22年）6月10日付で、破産手続開始された。
また同日付で、当社の債権が分割された上で、Jトラストフィナンシャルサービス株式会社(ロプロを経て現・日本保証)・パルティール債権回収株式会社の2社が譲受した。以降の返済は、譲受先および管財人より通知が来るとしている。
その後日本保証が引き継いだ債権については日本保証の事業再編により、2015年10月1日より株式会社クレディアに引き継がれている。

## 沿革
- 2004年（平成16年）10月1日 - フルキャストへの登録キャスト向けクレジットカード発行を目的としたフルキャストグループの企業として、株式会社フルキャストファイナンスを渋谷区神南に設立
- 2005年（平成17年）
  - 3月 - 貸金業免許を取得
  - 8月1日 - フルキャストグループの登録キャスト向けの会員証・フルキャストメンバーズカードの発行を開始。希望者にカードローン機能の付加申し込みも同時に開始
  - 12月22日 - グループ外法人向けの多機能型会員証発行受託開始
- 2006年（平成18年）6月1日 - 株式会社フルキャストパートナーズを吸収合併
- 2008年（平成20年）7月14日 - 本社を、渋谷区神南より同区桜丘町へ移転
- 2009年（平成21年）
  - 7月17日 - 社名を株式会社フルキャストファイナンスより、株式会社フォーメイトへ改称
  - 7月24日 - 本社を、渋谷区桜丘町より豊島区北大塚へ移転
- 2010年（平成22年）
  - 6月10日 - 破産手続開始決定
  - 10月22日 - 当社の債権を、Jトラストフィナンシャルサービス株式会社・パルティール債権回収株式会社の2社が譲受
  - 12月1日 - Jトラストフィナンシャルサービス株式会社が株式会社ロプロに吸収合併され解散し、ロプロは株式会社日本保証に改称
- 2015年（平成27年）
  - 10月1日 - 株式会社日本保証がフォーメイト事業を含む貸金業事業の一部を株式会社クレディアに会社分割方式で譲渡